# Оргіїв (спортивний комплекс)
Районний спортивний комплекс «Оргіїв» (рум. Complexul Sportiv Raional Orhei) — футбольний стадіон у місті Оргіїв, Молдова, домашня арена футбольних клубів «Мілсамі» та «Спікул».
Стадіон побудований та відкритий 1980 року. Протягом 2005—2007 років реконструйований. Потужність становить 2 539 глядачів.